# 竹河内捷次
竹河内 捷次（たけごうち しょうじ、1943年（昭和18年）3月10日 - ）は、日本の航空自衛官。第25代航空幕僚長、第24代統合幕僚会議議長。勲等は瑞宝大綬章。

## 略歴
広島県三次市出身。防衛大学校第9期卒業後、航空自衛隊に入隊し、戦闘機パイロットとなる。若い頃はF-86やF-4EJなどで昼夜を問わず緊急発進し、旧ソ連軍機などに直接対峙して対領空侵犯措置任務を行った。
その後、空幕防衛部防衛課長、第5航空団司令、北部航空方面隊司令官、航空支援集団司令官、航空総隊司令官等の要職を経て、1999年（平成11年）7月、第25代航空幕僚長に就任。2001年（平成13年）3月には制服組トップの第24代統合幕僚会議議長（現・統合幕僚長）に就任した。小泉政権下で将来を見据えた統合運用の在り方を検討し、翌2002年（平成14年）には「統合運用を基本」とする体制移行の必要性を示す報告書を提出し、後の「統合幕僚監部」発足（2006年（平成18年））の礎を築いた。 2003年（平成15年）1月28日に退官。
2014年（平成26年）春の叙勲で瑞宝大綬章（旧・勲一等瑞宝章）を受章した。防衛省・自衛隊出身者への旧勲一等級の叙勲は、かつて旧内務官僚で保安庁第一幕僚長（現・陸上幕僚長）や初代統幕議長を務めた林敬三・元陸将以来、37年ぶりで、生え抜きの元自衛官への叙勲は初めてであった。

## 年譜
- 広島県立三次高等学校卒業
- 1965年（昭和40年）3月：防衛大学校卒業（第9期 電気工学専攻）、航空自衛隊入隊（第39期幹候）
- 1984年（昭和59年）7月：1等空佐昇任
- 1986年（昭和61年）9月1日：航空幕僚監部防衛部防衛課防衛班長
- 1988年（昭和63年）3月16日：第5航空団飛行群司令
- 1989年（平成元年）6月30日：航空幕僚監部防衛部防衛課長
- 1990年（平成02年）7月9日：空将補昇任
- 1991年（平成03年）3月16日：第5航空団司令兼新田原基地司令
- 1992年（平成04年）6月16日：航空総隊司令部防衛部長
- 1993年（平成05年）7月1日：航空幕僚監部防衛部長
- 1995年（平成07年）6月30日：空将昇任、北部航空方面隊司令官
- 1997年（平成09年）3月26日：第8代 航空支援集団司令官
- 1998年（平成10年）7月1日：第33代 航空総隊司令官
- 1999年（平成11年）7月9日：第25代 航空幕僚長に就任
- 2001年（平成13年）3月27日：第24代 統合幕僚会議議長に就任
- 2003年（平成15年）1月28日：退官
- 2014年（平成26年）4月29日：瑞宝大綬章受章[2]

退官後の役職
- 政策会議「防衛省改革会議」構成員
- 株式会社日本航空インターナショナル常勤顧問
- 日米エアーフォース友好協会会長
- 安全保障と防衛力に関する懇談会専門委員
- 防衛省顧問（2014年4月まで）[3]

## 栄典
- レジオン・オブ・メリット・コマンダー - 2000年（平成12年）8月25日
- レジオン・オブ・メリット・コマンダー - 2002年（平成14年）11月14日
- 瑞宝大綬章 -  2014年（平成26年）4月29日